# Przetakówka
Przetakówka – osiedle Nowego Sącza, położone w północnej części miasta, w widłach rzek Dunajec i Kamienica Nawojowska oraz potoku Łubinka. Graniczy z osiedlami Stare Miasto, Kochanowskiego, Zabełcze i Helena. Głównymi ulicami są Tarnowska, Paderewskiego i Zdrojowa. 
Dzielnica miasta od 1906. W obecnych granicach osiedla znajdują się części Załubińcza, Roszkowic i Naściszowej.
30 kwietnia 2009 powstał Klub Sportowy „Przetakówka” Nowy Sącz. Klub ma trzy sekcje: piłki nożnej, strzelectwa sportowego oraz sportów siłowych.